# Petrobras

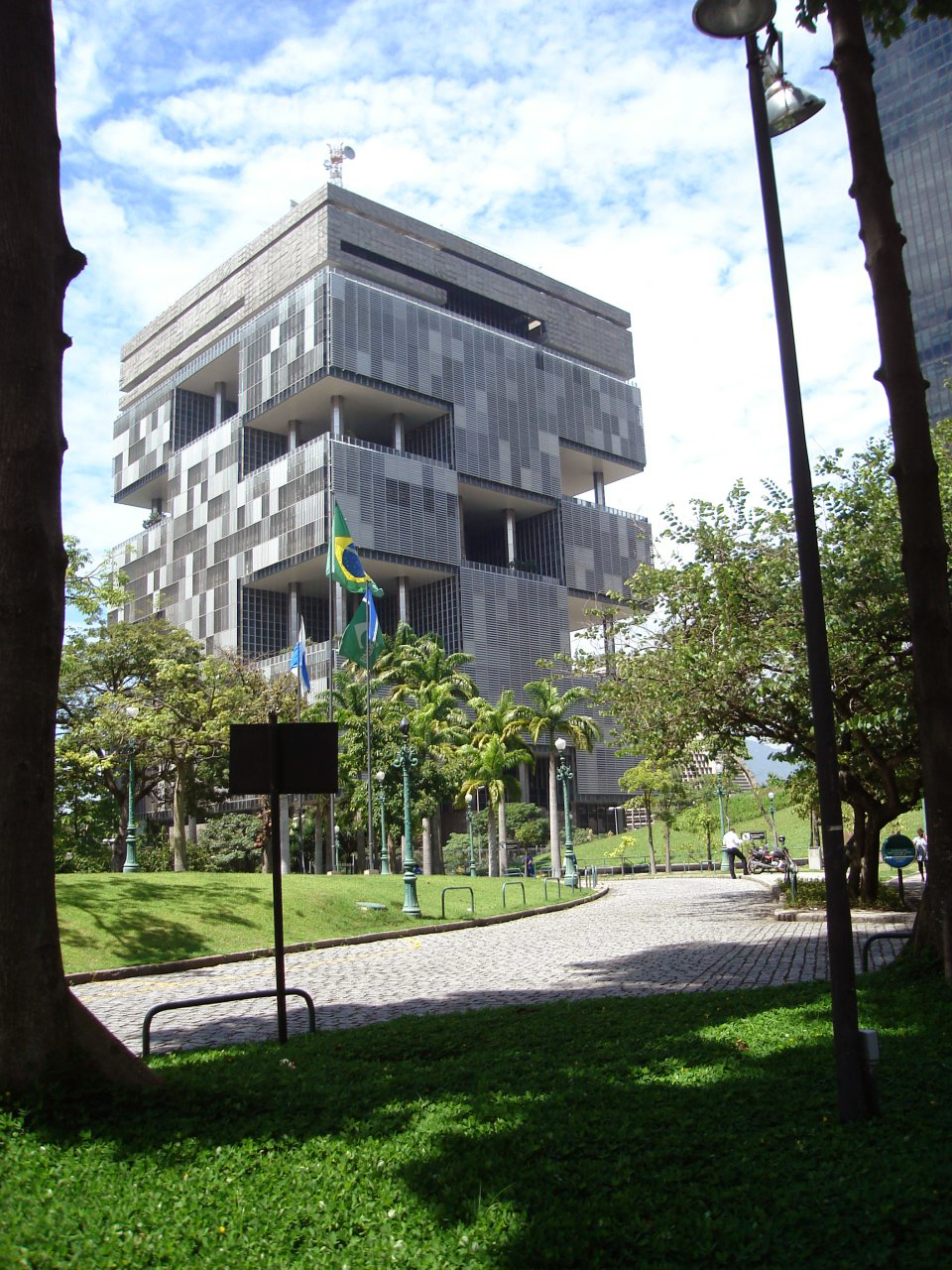
Hauptverwaltung von Petrobras im Zentrum von Rio de Janeiro

Petrobras (Petróleo Brasileiro S.A.) ist ein halbstaatliches Mineralölunternehmen mit Sitz in Rio de Janeiro, Brasilien. Es zählt zu den größten Energieunternehmen Lateinamerikas und ist führend in der Förderung, Raffinierung und Verarbeitung von Erdöl und Erdgas. Neben der Erschließung von Ölfeldern und dem Betrieb von Raffinerien unterhält Petrobras petrochemische Anlagen sowie ein weitreichendes Tankstellennetz in Lateinamerika.

## Geschichte
Im Jahr 1953 verstaatlichte der damalige Präsident Brasiliens Getúlio Vargas unter dem Motto „Uns gehört das Öl!“ die bis dahin in Brasilien vor allem US-amerikanisch kontrollierte Ölindustrie. Zu diesem Zweck wurde am 3. Oktober 1953 die Petrobras gegründet und mit einem Monopol für die meisten Sektoren der Rohölindustrie ausgestattet. Dies stieß in den Folgejahren auf erheblichen Widerstand.
Nachdem das Unternehmen 1973 aufgrund der ersten weltweiten Erdöl-Krise fast bankrott war, entdeckte die Firma 1974 ein großes Ölfeld in der Bacia de Campos und konnte sich in Folge wirtschaftlich wieder erholen. Um weitere Explorationen zu fördern, wurden ab 1975 Risiko-Verträge der Partnerschaft mit privaten Ölgesellschaften geschlossen, um die Suche nach neuen Ölfeldern zu intensivieren und seinen Einfluss im Land zu konsolidieren. Von der 1979 folgenden zweiten Welt-Erdöl-Krise war Petrobras dann nicht mehr so stark betroffen wie noch 1973.
1997 verabschiedete die Regierung Brasiliens das Gesetz N. 9,478, welches das wirtschaftliche Monopol des Unternehmens in Brasilien bricht. Im selben Jahr erreichte Petrobras erstmals eine Produktion von einer Million Barrel pro Tag und expandiert erstmals im Ausland durch Abkommen mit lateinamerikanischen Regierungen.
Am 15. März 2001 wurde die zu diesem Zeitpunkt größte Ölplattform der Welt, Petrobras 36 mit ihrem 120 m hohen Bohrturm durch mehrere ungeklärte Explosionen zerstört und sank am 20. März. Infolge kam es zu einer erheblichen Umweltverschmutzung.
2003 erwarb das Unternehmen Argentiniens größte Ölgesellschaft Perez Companc Energía (PECOM Energía SA) und ihre betrieblichen Stützpunkte in Bolivien, Peru und Paraguay. Ende des Jahres 2005 fand Petrobras im Campos Basin, in der Nähe der Metropole Rio de Janeiro, etwa 1200 Meter unter der Meeresoberfläche, ein zwischen 700 Millionen und einer Milliarde Barrel großes Ölfeld, genannt Papa-Terra. Die Ausbeutung dieses Ölfeldes wurde zusammen mit dem US-Partner Chevron Corporation im Jahre 2009 begonnen. Weitere Gas- und Ölfelder wurden im Santos-Basin (Campo de Tupi, geschätzt auf 5–8 Mrd. Barrel leichtes Öl, API, Stand: 28. April 2008) (Bundesstaat São Paulo) entdeckt.
Im Jahr 2007 eröffnete Petrobras die erste Bioethanolanlage Brasiliens zur Herstellung von Cellulose-Ethanol (Ethanol der zweiten Generation).
Ende 2007 wurde mit „Jupiter“ bei Santos das zu der Zeit vermutete drittgrößte Ölfeld der Erde mit 33 Milliarden Barrel vor der Küste Brasiliens gefunden. Mit mehr als US $ 13 Milliarden Gewinn erzielt die Firma das beste Finanzergebnis in ihrer gesamten Geschichte und der Aktienkurs steigt zwischen Februar und Dezember um über 106 %. Ende 2008 wurden von Petrobras 2,01 Mio. Barrel täglich gefördert.
Im Jahr 2009 erhielt Petrobras einen Kredit über 10 Milliarden Dollar zur Ausweitung ihrer Tiefseebohrungen von den Vereinigten Staaten und schloss 2010 mit diesen sowie einigen anderen Ländern Explorationsvereinbarungen. Zur Umsetzung der geplanten Tiefbohrungen sollte zusätzlich eine Kapitalerhöhung erfolgen die nach einiger Verzögerung im September 2010 durch Platzierung neuen Aktien im Wert von 70 Mrd. Dollar durchgeführt wurde. Petrobras war zu diesem Zeitpunkt in 27 Ländern aktiv. Uruguay, der Türkei, Ende 2013 beliefen sich die gesicherten Erdöl- und Erdgasvorkommen auf 15,973 Mrd. BOE.
Im Jahr 2014 erwirtschaftete das Unternehmen einen Verlust von 6,7 Mrd. Euro, gefolgt von einem Minus 8,6 Mrd. Euro im Jahr 2015, dem schlechtesten Abschluss seit der Firmengründung im Jahr 1953.

## Korruptionsskandal
Begünstigt durch die Politik der sogenannten public-champions, gingen der brasilianische Staat und der Konzern eine enge Verbindung ein. Besonders die seit 2003 amtierenden Mitte-Links Regierungen erhöhten die staatlichen Zuschüsse an private Projekte, was laut Beobachtern Korruption begünstigte.
Im November 2014 wurden im Rahmen der Operation Lava Jato mehrere Direktoren der Gesellschaft verhaftet. Ab diesem Zeitpunkt konnte sie für eine Zeit keine Bilanz vorlegen und wurde damit handlungsunfähig und kreditunwürdig. Der Konzern Odebrecht führte etliche Projekte für Petrobras durch. Im Oktober 2016 wurde Eduardo Cunha, der frühere Präsident der brasilianischen Abgeordnetenkammer, als einer der Drahtzieher verhaftet. Im 2017 war eine weitere Verzögerung der juristischen Aufarbeitung absehbar, als der Referent des Obersten Gerichts, der für Fälle von Politikern mit Immunität zuständig war und über die Zulässigkeit von Zeugenaussagen entscheiden sollte, bei einem Flugzeugabsturz tödlich verunglückte.

## Unternehmen

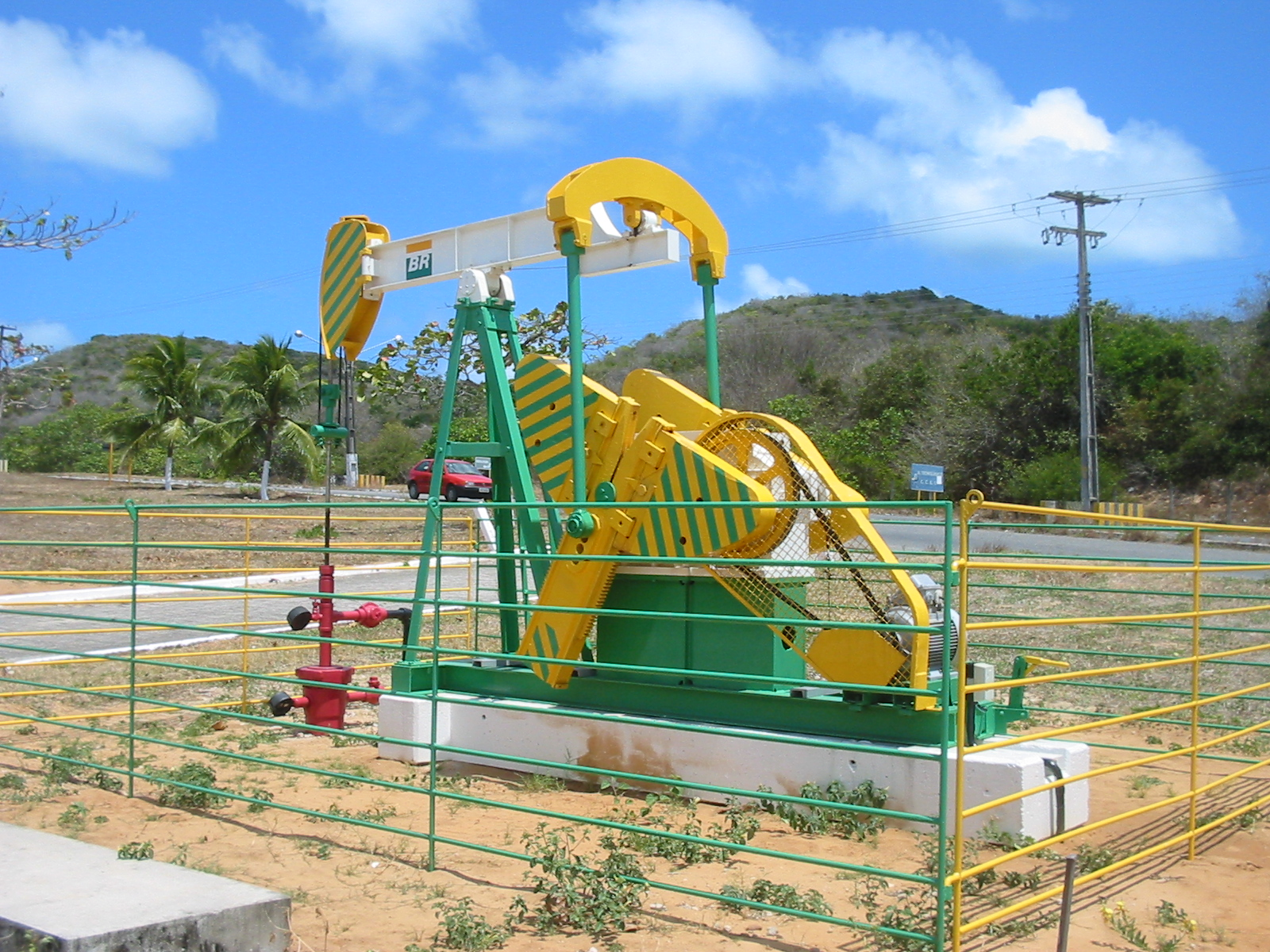
Ölpumpe von Petrobras (Lehrmodell)

Im Jahr 2017 war Petrobras mit einem jährlichen Umsatzvolumen von ca. 88,8 Mrd. US-Dollar eine der größten Ölfirmen weltweit. In der Offshore-Förderung war es technologisch führend und unterhält eine der weltweit größten Flotten von Schwimmplattformen. Seit April 2006 ist Brasilien Rohöl-Selbstversorger, muss aber leichtes Öl importieren, um das eigene Schweröl zu verschneiden. Im Jahr 2017 wurden täglich 2,767 Mio. Fass Erdöläquivalent gefördert.
Die Aktie der Petrobras wird unter anderem an der New Yorker Börse NYSE unter den Börsenkürzeln PBR und PBRA und an der brasilianischen Börse Bovespa in Sao Paulo unter den Börsenkürzeln PETR3 und PETR4 gehandelt.
Trotz einer Teilprivatisierung ist die Mehrheit der Aktien in der Hand der brasilianischen Regierung, was ihr ein hohes Maß an Kontroll- und Interventionsmöglichkeiten gibt. Obgleich der brasilianische Ölmarkt seit 1997 auch ausländischen Investoren offensteht, ist Petrobras nach wie vor der größte Ölförderer des Landes und genießt faktisch eine Monopolstellung in der Ölversorgung des Landes.
Petrobras betreibt verschiedene Anlagen zur Erzeugung von Bioethanol und unterhält über die Petrobras Distribuidora das landesweit größte Tankstellennetz mit 7306 Tankstellen sowie weiteren 1173 Tankstellen in Lateinamerika.
Weitere Geschäftsfelder sind die Petrochemie mit Produkten wie Paraffin, Naphtha, Harnstoff oder Ammoniak. Petrobras hält auch Beteiligungen an Braskem und gilt als der größte Hersteller von Stickstoffdünger innerhalb Brasiliens.
Das Tochterunternehmen Transpetro betreibt ein Netzwerk von 15.000 km Pipelines, sowie eigene Tanker und Terminals für die Lagerung und den Transport von Erdölprodukten und Gas. Petrobras unterhält und hält Beteiligungen an thermischen Stromerzeugungsanlagen, Wind- und Wasserkraftwerken. Zusammen liefern diese Anlagen eine Leistung von 6.885 Megawatt.
| Jahr | Umsatz in Mio. US$ | Bilanzgewinn in Mio. US$ |
| ---- | ------------------ | ------------------------ |
| 2005 | 56.324             | 10.344                   |
| 2006 | 72.347             | 12.826                   |
| 2007 | 87.735             | 13.138                   |
| 2008 | 118.257            | 18.879                   |
| 2009 | 91.146             | 15.308                   |
| 2010 | 120.452            | 20.055                   |
| 2011 | 145.915            | 20.121                   |
| 2012 | 144.103            | 11.034                   |
| 2013 | 141.462            | 11.094                   |
| 2014 | 143.657            | −7.367                   |
| 2015 | 97.314             | −8.450                   |
| 2016 | 81.405             | −4.838                   |
| 2017 | 88.827             | −91                      |
| 2018 | 84.638             | 7.173                    |
| 2019 | 76.589             | 10.151                   |
| 2020 | 53.683             | 1.141                    |
| 2021 | 83.966             | 19.875                   |
| 2022 | 124.474            | 36.623                   |
| 2023 | 102.409            | 24.884                   |
| 2024 | 91.416             | 7.528                    |

## Raffinerien
Petrobras besitzt über fünfzehn Raffinerien in Brasilien und im Ausland. Im Folgenden werden die wichtigsten Raffinerien mit ihren Maximalkapazitäten, beziehungsweise ihren durchschnittlichen Durchsätzen aufgeführt. Die Abkürzungen in Großbuchstaben stehen für die offiziellen Kürzel der Raffinerien, wie sie von Petrobras verwendet werden.

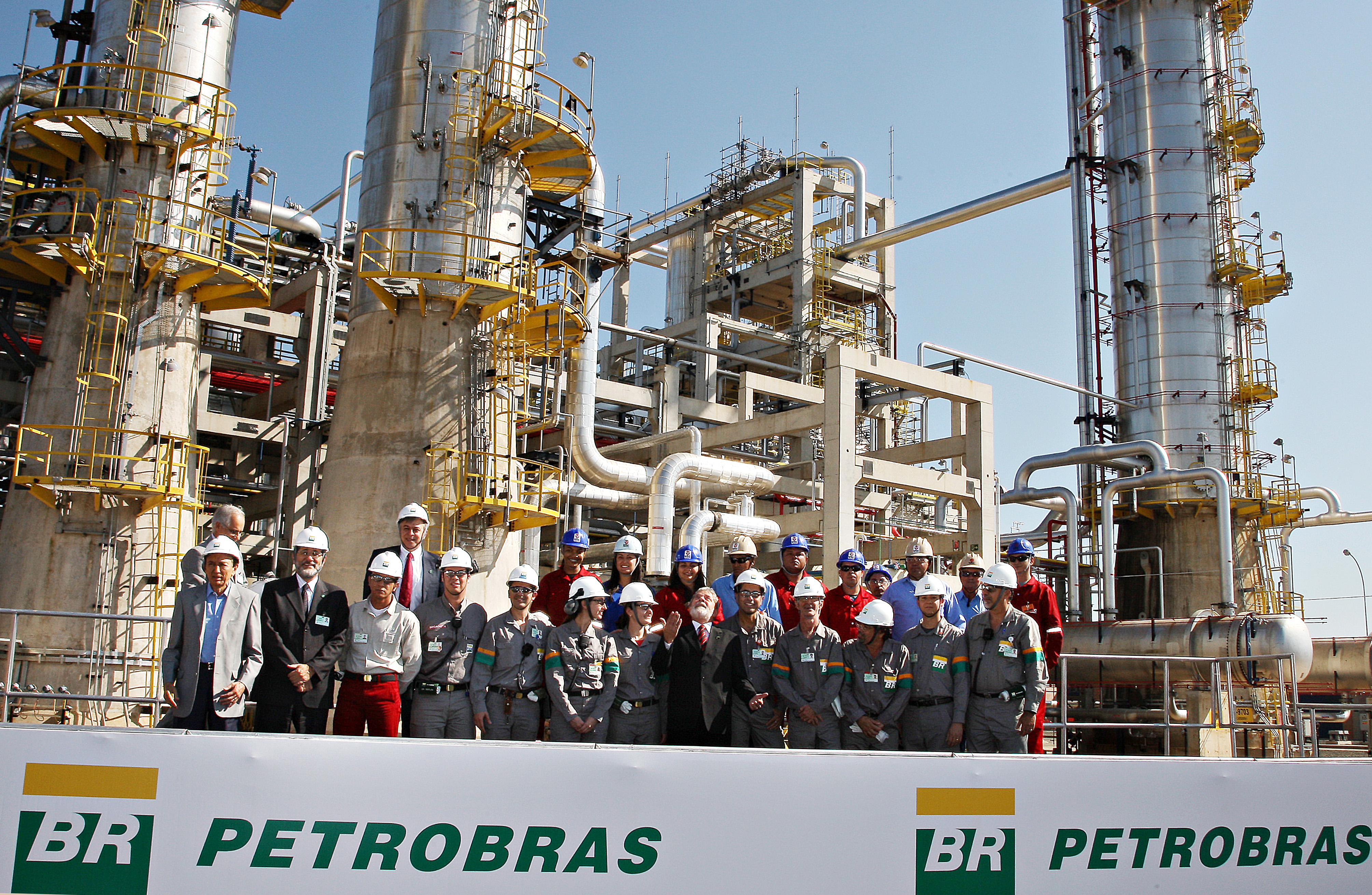
Der amtierende Staatspräsident da Silva posiert mit einigen Arbeitern auf dem Gelände der Raffinerie Paulínia

- Raffinerie Isaac Sabbá – REMAN – Manaus (Amazonas) – 46.000 bpd
- Raffinerie Landulpho Alves – RLAM – São Francisco do Conde (Bahia) – 323.000 bpd
- Raffinerie Potiguar Clara Camarão – RPCC – Guamaré (Rio Grande do Norte) – 30.000 bpd
- Raffinerie Abreu e Lima – RNEST – Ipojuca (Pernambuco) – 230.000 bpd
- Raffinerie Gabriel Passos – REGAP – Betim (Minas Gerais) – 150.000 bpd
- Raffinerie Paulínia – REPLAN – Paulínia (São Paulo) – 365.000 bpd
- Raffinerie Henrique Lage – REVAP – São José dos Campos (São Paulo) – 251.000 bpd
- Raffinerie Presidente Bernardes – RPBC – Cubatão (São Paulo) – 178.000 bpd
- Raffinerie Capuava – RECAP – Mauá (São Paulo)- 53.000 bpd
- Raffinerie Duque de Caxias – REDUC – Duque de Caxias (Rio de Janeiro) – 239.000 bpd
- Raffinerie Presidente Getúlio Vargas – REPAR – Araucária (Paraná) – 207.000 bpd
- Raffinerie Alberto Pasqualini – REFAP – Canoas (Rio Grande do Sul) – 189.000 bpd
- Raffinerie Ricardo D.Eliçabe – Eliçabe – Buenos Aires (Argentinien) – 31.200 bpd
- Raffinerie de San Lorenzo – San Lorenzo – San Lorenzo (Argentinien) – 37.700 bpd
- Raffinerie Del Norte – REFINOR – Provinz Salta (Argentinien) – 28.975 bpd
- Pasadena Refinery System Inc – PRSI – Pasadena (USA) – 106.000 bpd
- Raffinerie Okinawa – Okinawa – Insel Okinawa (Japan) – 100.000 bpd

## Sonstiges
Eine angekündigte Umbenennung des Unternehmens in „PetroBrax“ wurde nach kontroverser öffentlicher Diskussion 2000/2001 abgesagt. Kritiker fürchteten eine zunehmende Privatisierung, nachdem der Staatsbezug (-bras) im Unternehmensnamen gestrichen worden wäre.